# Margarete Stöger-Steiner von Steinstätten
Margarete Maria Magdalena Leopoldine Stöger-Steiner Edle von Steinstätten, verheiratete Edle von Rohrer, (* 11. November 1893 in Krakau, Österreich-Ungarn; † 27. Februar 1969 in Baden bei Wien, Österreich) war österreichische Verlegerin, Erzählerin und Frauenrechtlerin.

## Familie
Sie war Tochter des letzten k.u.k. Generalobersten und Kriegsministers Geheimrat Rudolf Freiherr Stöger-Steiner von Steinstätten und der Maria von Link.
Stöger-Steiner heiratete am 16. Januar 1917 in Brünn (Südmähren) Friedrich Ritter von Rohrer (* 14. Mai 1895 in Brünn; † 26. April 1945 in Landeck), Besitzer des Rohrer-Verlages und der Rohrer-Buchdruckerei in Brünn. Er war der Sohn des Verlegers und Druckereibesitzers Rudolf Ritter von Rohrer (1864–1913) und der Margarethe Krackhardt (1870–1926).

## Leben
Margarete Stöger-Steiner betätigte sich im Ersten Weltkrieg als Rotkreuzhelferin („Hilfsinstrumentarin“) im Operationssaal des k.u.k. Garnisonsspitals Nr. 5 in Obrowitz/Mähren (heute Tschechien), worüber sie 1940 ein Buch mit dem Titel Im Krieg gegen Wunden und Krankheit schrieb. In diesem Buch berichtet sie unter anderem auch über ihre sachkundigen Erfahrungen aus der Verabreichung von Narkosen; das Werk enthält allerdings an einigen Stellen auch relativ eindeutige Bekenntnisse zum Nationalsozialismus und ist diesbezüglich daher mit der nötigen Distanz zu betrachten (Wittneben, Hochschulforum Pflege 2/1997, Seite 12). Später trat sie als Verlegerin, unter dem Pseudonym Ferwall als Romanerzählerin und auch als Frauenrechtlerin in Erscheinung. Nach dem Zweiten Weltkrieg brachte sie den Rohrer-Verlag nach Österreich und übernahm in Innsbruck bis 1967 dessen Leitung.